# Liste des présidents du Sénat de la république de Colombie
Pour les articles homonymes, voir Président du Sénat.
Cet article dresse la liste des présidents du Sénat de la république de Colombie.
| Président du Sénat                 | Président du Sénat | Parti               | Mandat    | Président de la République | Président de la République |
| ---------------------------------- | ------------------ | ------------------- | --------- | -------------------------- | -------------------------- |
| Manuel Mosquera Garcés             |                    | Conservateur        | 1966-1968 | Carlos Lleras Restrepo     |                            |
| Mario S. Vivas                     |                    | Conservateur        | 1968-1969 | Carlos Lleras Restrepo     |                            |
| Julio César Turbay Ayala           |                    | Libéral             | 1969-1970 | Carlos Lleras Restrepo     |                            |
| Eduardo Abuchaibe Ramírez          |                    | Conservateur        | 1970-1972 | Misael Pastrana            |                            |
| Hugo Escobar Sierra (es)           |                    | Conservateur        | 1972-1974 | Misael Pastrana            |                            |
| Julio César Turbay Ayala           |                    | Libéral             | 1974-1975 | Alfonso López Michelsen    |                            |
| Gustavo Balcázar Monzón (es)       |                    | Libéral             | 1975-1976 | Alfonso López Michelsen    |                            |
| Edmundo López Gómez                |                    | Libéral             | 1976-1977 | Alfonso López Michelsen    |                            |
| Gustavo Dajer Chadid               |                    | Libéral             | 1977-1978 | Alfonso López Michelsen    |                            |
| Bernardo Guerra Serna              |                    | Libéral             | 1978-1979 | Julio César Turbay Ayala   |                            |
| Héctor Echeverri Correa (es)       |                    | Libéral             | 1979-1980 | Julio César Turbay Ayala   |                            |
| José Ignacio Díazgranados Alzamora |                    | Libéral             | 1980-1981 | Julio César Turbay Ayala   |                            |
| Gustavo Dajer Chadid               |                    | Libéral             | 1981-1982 | Julio César Turbay Ayala   |                            |
| Bernardo Guerra Serna              |                    | Libéral             | 1982-1983 | Belisario Betancur Cuartas |                            |
| Carlos Holguín Sardi               |                    | Conservateur        | 1983-1984 | Belisario Betancur Cuartas |                            |
| José Antonio Name Terán (es)       |                    | Libéral             | 1984-1985 | Belisario Betancur Cuartas |                            |
| Álvaro Villegas Moreno             |                    | Conservateur        | 1985-1986 | Belisario Betancur Cuartas |                            |
| Humberto Peláez                    |                    | Libéral             | 1986-1987 | Virgilio Barco Vargas      |                            |
| Ancízar López (es)                 |                    | Libéral             | 1987-1989 | Virgilio Barco Vargas      |                            |
| Luis Guillermo Giraldo (es)        |                    | Libéral             | 1989-1990 | Virgilio Barco Vargas      |                            |
| Aurelio Iragorri Hormaza (es)      |                    | Libéral             | 1990-1991 | César Gaviria              |                            |
| José Blackburn Cortés              |                    | Libéral             | 1992-1993 | César Gaviria              |                            |
| Tito Edmundo Rueda Guarín          |                    | Libéral             | 1993      | César Gaviria              |                            |
| Jorge Ramón Elías Nader            |                    | Libéral             | 1993-1994 | César Gaviria              |                            |
| Juan Guillermo Ángel Mejía (es)    |                    | Libéral             | 1994-1995 | Ernesto Samper             |                            |
| Julio César Guerra Tulena (es)     |                    | Libéral             | 1995-1996 | Ernesto Samper             |                            |
| Luis Fernando Londoño Capurro (es) |                    | Libéral             | 1996-1997 | Ernesto Samper             |                            |
| Amylkar Acosta (es)                |                    | Libéral             | 1997-1998 | Ernesto Samper             |                            |
| Fabio Valencia Cossio (es)         |                    | Conservateur        | 1998-1999 | Andrés Pastrana Arango     |                            |
| Miguel Pinedo Vidal (es)           |                    | Libéral             | 1999-2000 | Andrés Pastrana Arango     |                            |
| Mario Uribe Escobar (es)           |                    | Libéral             | 2000-2001 | Andrés Pastrana Arango     |                            |
| Carlos García Orjuela (es)         |                    | Libéral             | 2001-2002 | Andrés Pastrana Arango     |                            |
| Luis Alfredo Ramos                 |                    | Equipo Colombia     | 2002-2003 | Álvaro Uribe               |                            |
| Germán Vargas Lleras               |                    | Changement radical  | 2003-2004 | Álvaro Uribe               |                            |
| Luis Humberto Gómez Gallo (es)     |                    | Conservateur        | 2004-2005 | Álvaro Uribe               |                            |
| Claudia Blum                       |                    | Changement radical  | 2005-2006 | Álvaro Uribe               |                            |
| Dilian Francisca Toro (es)         |                    | Parti de la U       | 2006-2007 | Álvaro Uribe               |                            |
| Nancy Patricia Gutiérrez           |                    | Changement radical  | 2007-2008 | Álvaro Uribe               |                            |
| Hernán Andrade                     |                    | Conservateur        | 2008-2009 | Álvaro Uribe               |                            |
| Javier Cáceres Leal                |                    | Changement radical  | 2009-2010 | Álvaro Uribe               |                            |
| Armando Benedetti                  |                    | Parti de la U       | 2010-2011 | Juan Manuel Santos         |                            |
| Juan Manuel Corzo                  |                    | Conservateur        | 2011-2012 | Juan Manuel Santos         |                            |
| Roy Barreras                       |                    | Parti de la U       | 2012-2013 | Juan Manuel Santos         |                            |
| Juan Fernando Cristo               |                    | Libéral             | 2013-2014 | Juan Manuel Santos         |                            |
| José David Name                    |                    | Parti de la U       | 2014-2015 | Juan Manuel Santos         |                            |
| Luis Fernando Velasco              |                    | Libéral             | 2015-2016 | Juan Manuel Santos         |                            |
| Mauricio Lizcano                   |                    | Parti de la U       | 2016-2017 | Juan Manuel Santos         |                            |
| Efraín Cepeda                      |                    | Conservateur        | 2017-2018 | Juan Manuel Santos         |                            |
| Ernesto Macías Tovar               |                    | Centre démocratique | 2018-2019 | Iván Duque                 |                            |
| Lidio García Turbay                |                    | Libéral             | 2019-2020 | Iván Duque                 |                            |
| Arturo Char                        |                    | Changement radical  | 2020-2021 | Iván Duque                 |                            |